# M-Wave
M-Wave je pokrita športna dvorana v Naganu na Japonskem. Odprta je bila leta 1996 in lahko sprejme do 18.000 gledalcev.
Gostovala je hitrostno drsanje na zimskih olimpijskih igrah ter otvoritveno in zaključno slovesnost na zimskih paraolimpijskih igrah leta 1998.